# ایوری آکینو
ایوری آکینو (به انگلیسی: Ivory Aquino) بازیگر فیلیپینی-آمریکایی است.
او یک زن ترنس است.